# Ґурчин (Західнопоморське воєводство)
Ґурчин (пол. Górczyn) — село в Польщі, у гміні Тшцинсько-Здруй Грифінського повіту Західнопоморського воєводства.
Населення — 95 осіб (2021).
У 1975-1998 роках село належало до Щецинського воєводства.

## Демографія
Демографічна структура станом на 2021 рік:
|          | Загалом | Допрацездатний вік | Працездатний вік | Постпрацездатний вік |
| -------- | ------- | ------------------ | ---------------- | -------------------- |
| Чоловіки | 52      | 13                 | 34               | 5                    |
| Жінки    | 43      | 10                 | 25               | 8                    |
| Разом    | 95      | 23                 | 59               | 13                   |